# Jeanne d'Arc (1930)
La Jeanne d'Arc era un incrociatore e nave scuola della marina francese in servizio tra il 1931 e il 1964. Portava il nome di Giovanna d'Arco, figura emblematica della storia francese, eroina nazionale e santa. È stata la seconda nave scuola a portare il nome Jeanne d'Arc, dopo l'incrociatore corazzato Jeanne d'Arc, ed è stata sostituita dalla portaelicotteri Jeanne d'Arc.
Fu uno degli ultimi incrociatori in servizio nella Marine nationale, il terzùltimo ad andare in disarmo (nel 1964), prima del De Grasse (1973) e del Colbert (1991), che entrarono in servizio nel secondo dopoguerra.

## Storia

### Costruzione
La costruzione della Jeanne d'Arc iniziò a Saint-Nazaire nel 1928 e si concluse solamente 2 anni dopo. Il progetto è dell'ingegnere del genio navale Antoine. Questa unità è progettata per essere sia una nave scuola sia una nave da guerra operativa.

### Prima crociera
Nell'ottobre 1931, la Jeanne, chiamata così familiarmente, salpa per la sua prima crociera d'addestramento sotto il comando del capitano di vascello André Marquis. Essa inizia quindi una tournée nei paesi dell'America del Sud al fine di aumentare la sfera di influenza della Francia. La nave scuola visitò in seguito alcuni paesi del Mar Nero nel 1932.

### Seconda guerra mondiale
Durante la seconda guerra mondiale, la Jeanne d'Arc è assegnata alla Division de l'Atlantique Ouest, prendendo parte al blocco contro le navi mercantili tedesche presenti nei porti neutrali. Alla fine del mese del maggio 1940, accompagnata dall'incrociatore Émile Bertin, essa salpa da Brest in direzione del Canada, scortando un cargo riempito con l'oro della Banca di Francia, sotto il comando del contrammiraglio Rouyer. Dopo aver raggiunto la portaerei Béarn nell'Atlantico, la forza navale raggiunge Halifax sana e salva. La Jeanne d'Arc raggiunge in seguito le Antille francesi, e resta in porto in Martinica fino al luglio 1943.
Essa integra quindi l'Armée française de la Libération ed è modernizzata in Africa del Nord (sbarco delle installazioni aeronautiche sostituite da dei radar, installazione di un sonar e rinforzo della sua artiglieria antiaerea con 20 cannoni da 20 mm e 6 cannoni da 40 mm al posto degli 11 cannoni da 37 mm e delle 12 mitragliatrici da 13,2 mm di origine francese). In dicembre, essa prende parte alle operazioni in Corsica e allo sbarco in Provenza. Essa sarà citata all'ordre de la Nation per il servizio reso durante la guerra.

### Dopoguerra
Dopo la guerra, essa riprende la sua attività di nave scuola, realizzando in totale 26 (o 27) crociere intorno mondo.. Nel 1964 essa sarà definitivamente ritirata dal servizio, sostituita dalla portaelicotteri La Résolue che prenderà a sua volta il nome Jeanne d'Arc quando l'incrociatore-scuola sarà disarmato.